# Grève des Islandaises de 1975
Pour les articles homonymes, voir Grève des femmes.
La grève des Islandaises de 1975 est un mouvement social des femmes islandaises mené le 24 octobre 1975 afin d'obtenir l'égalité avec les hommes dans le monde du travail et faire reconnaître leur rôle dans l'économie du pays et la gestion des familles. La grève fut suivie par 90 % des femmes du pays et s'accompagna d'une grande manifestation à Reykjavik. Elle entraîna des changements de législation donnant plus de droits aux citoyennes et est encore commémorée de nos jours,.

## Histoire
Les femmes islandaises qui travaillaient hors de la maison avant 1975 gagnaient moins de soixante pour cent du salaire des hommes. Beaucoup d'autres femmes ne pouvaient pas obtenir d'emploi car elles exécutaient déjà toutes les tâches ménagères et l'éducation des enfants à la maison.
L'organisation des Nations Unies annonça que 1975 allait être l'Année Internationale de la Femme. Cinq grands groupes islandais des droits de la femme envoyèrent des représentants pour former un comité qui prévit des événements pour l'année. Une représentante du groupe Redstockings proposa l'idée d'une grève pour « montrer le travail indispensable des femmes pour l’économie et la société islandaises » et « protester contre les écarts de salaire et les pratiques d'emploi injustes ». Le comité décida d'appeler la grève un « jour de congé » car ils pensaient que ce terme serait plus agréable et plus efficace dans la mobilisation des masses. Ainsi, certaines femmes qui auraient pu être licenciées pour avoir fait grève, ne pouvaient pas se voir refuser un jour de congé.
Les organisations de femmes diffusèrent l'information à propos de la Journée dans tout le pays. Les organisateurs de l'événement poussèrent des stations de radio, de télévision, de journaux à diffuser des histoires au sujet de discriminations fondées sur le sexe et les bas salaires des femmes. L'événement attira l'attention internationale.

## Le jour de congé des femmes
Le 24 octobre 1975, les femmes islandaises n'allèrent pas à leur emploi rémunéré, ne firent rien chez elles ni pour leurs enfants. Quatre-vingt-dix pour cent des femmes y participèrent, y compris dans les communautés rurales. En conséquence, de nombreuses industries fermèrent pour la journée. Il n'y eut pas de service téléphonique et les journaux ne furent pas imprimés car les typographes étaient toutes des femmes. Les théâtres furent fermés pour la journée, car les actrices avaient refusé de travailler. La majorité des enseignants étaient des femmes, donc les écoles fermèrent ou « tournèrent en capacité limitée ». Les vols furent annulés car les hôtesses de l'air n'étaient pas venues au travail et les dirigeants des banques durent travailler comme caissiers pour maintenir les banques ouvertes ce jour-là. Les poissonneries furent fermées car les ouvriers étaient principalement des femmes.
Au cours de cette journée, 25 000 femmes parmi les 220 000 Islandais se rassemblèrent dans le centre de Reykjavik, la capitale de l'Islande. Lors du rassemblement, les femmes écoutèrent des orateurs, chantèrent et parlèrent entre elles de ce qui pourrait être fait pour atteindre l'égalité des sexes en Islande. Il y avait beaucoup d'orateurs, dont une femme au foyer, deux membres du parlement, une représentante du mouvement des femmes, et une travailleuse. Le dernier discours de la journée fut d'Adalheidur Bjarnfredsdottir, qui « représentait Sokn, le syndicat pour les femmes moins payées d'Islande ».
Les employeurs se préparèrent au jour sans femmes en achetant des bonbons, des crayons et du papier pour amuser les enfants amenés au travail par les pères. Les hommes furent obligés de prendre leurs enfants au travail et de les nourrir car toutes les garderies étaient fermées. En conséquence, les saucisses, un repas populaire, étaient en rupture de stock dans de nombreux magasins ce jour-là.
La grève dura jusqu'à minuit, moment où les typographes se remirent au travail pour sortir les journaux. Ces derniers n'étaient pas aussi longs que d'habitude et ne contenaient que des articles sur la grève.

## Conséquences
Les femmes atteignirent leur objectif de montrer à l'Islande leur valeur en provoquant la quasi-fermeture du pays pour une journée. Le Jour de congé « a ouvert les yeux de beaucoup d'hommes » qui l'appelaient « le long vendredi ».
L'année suivante, « le parlement islandais adopta une loi garantissant l'égalité des droits pour les femmes et les hommes ». Cependant, en 1976, la loi « n'a guère provoqué de changement sur l'inégalité des salaires et les disparités en matière d'emploi ». La grève ouvrit la voie à l'élection de la première femme présidente démocratiquement élue en 1980. Aussi, tous les dix ans, le jour anniversaire de la Journée, les femmes arrêtent de travailler en cours de journée pour « montrer leurs postes importants et continuer la lutte pour l'égalité ».